# 港鐵接駁巴士K12綫
港鐵接駁巴士K12線是九巴一條港鐵東鐵綫接駁巴士線，往來大埔墟站及八號花園。
港鐵接駁巴士K14線是九巴一條港鐵東鐵綫接駁巴士線，由大埔超級城單向前往大埔墟站，只在平日上午繁忙時間服務。K14線亦是香港行車時間最短的巴士路線，全程單向行車時間只有7分鐘。

## 路線歷史
- 1985年9月9日：本線投入服務，收費$0.8，原本只在平日提供服務，為首兩條前九鐵接駁巴士路線之一（另一條為已取消的K11）。當時九廣鐵路巴士並未投入服務，故此租用旅遊巴士行走。
- 1986年9月1日起：改為租用九巴車輛行走。
- 1987年9月1日起：改由九廣鐵路公司自行派車行走。
- 1988年5月16日：輔助線K14投入服務，只於平日0700-1000（每隔15-18分鐘一班）由大埔中心單向往大埔墟火車站（港鐵大埔墟站），舒緩K12的客量。
- 1999年5月3日：兩線均改為由九巴經營，仍由九廣鐵路公司派車，並透過八達通轉乘優惠讓真正乘搭九廣東鐵（港鐵東鐵綫）的乘客提供免費轉乘。
- 2000年5月28日：本線增設假日服務，但假日不設任何轉乘優惠。
- 2005年9月24日：K12改為全空調服務。
- 2008年6月8日：九巴加價，本線票價由$3.2加至$3.4，其它轉乘優惠條款則維持不變。
- 2011年5月15日：九巴加價，本線票價由$3.4加至$3.6，其它轉乘優惠條款則維持不變。
- 2013年3月17日：九巴加價，本線票價由$3.6加至$3.8，其它轉乘優惠條款則維持不變。
- 2014年7月6日：九巴加價，本線票價由$3.8加至$4.0，其它轉乘優惠條款則維持不變。
- 2021年4月18日：九巴加價，本線票價由$4.0加至$4.3，其它轉乘優惠條款則維持不變。
- 2023年7月2日：九巴加價，本線票價由$4.3加至$4.5，其它轉乘優惠條款則維持不變。

## 服務時間及班次
K12
| 大埔墟站開       | 大埔墟站開  | 大埔墟站開   | 八號花園開       | 八號花園開   | 八號花園開   |
| 日期             | 服務時間    | 班次（分鐘） | 日期             | 服務時間     | 班次（分鐘） |
| ---------------- | ----------- | ------------ | ---------------- | ------------ | ------------ |
| 星期一至五       | 06:00-07:00 | 10           | 星期一至五       | 06:13-07:13  | 10           |
| 星期一至五       | 07:00-08:53 | 5-6          | 星期一至五       | 07:13-08:54  | 5-6          |
| 星期一至五       | 08:53-09:32 | 7-8          | 星期一至五       | 09:02        | 09:02        |
| 星期一至五       | 09:32-15:52 | 10           | 星期一至五       | 09:10-15:40  | 10           |
| 星期一至五       | 15:52-16:52 | 8/10         | 星期一至五       | 15:40-16:40  | 8/10         |
| 星期一至五       | 16:52-19:34 | 6            | 星期一至五       | 16:40-19:28  | 6            |
| 星期一至五       | 19:34-19:42 | 8            | 星期一至五       | 19:28-20:00  | 8            |
| 星期一至五       | 19:42-22:05 | 10-11        | 星期一至五       | 20:00-22:00  | 10           |
| 星期六           | 06:00-07:00 | 10           | 星期六           | 06:13-07:13  | 10           |
| 星期六           | 07:00-09:03 | 6-8          | 星期六           | 07:13-09:00  | 7-8          |
| 星期六           | 09:03-09:12 | 9            | 星期六           | 09:00-12:00  | 10           |
| 星期六           | 09:12-12:12 | 10           | 星期六           | 12:00-14:12  | 6            |
| 星期六           | 12:12-14:24 | 6            | 星期六           | 14:12-15:00  | 8            |
| 星期六           | 14:24-15:12 | 8            | 星期六           | 15:00-19:00  | 7-8          |
| 星期六           | 15:12-19:12 | 7-8          | 星期六           | 19:00-19:42  | 6            |
| 星期六           | 19:12-19:54 | 6            | 星期六           | 19:50        | 19:50        |
| 星期六           | 20:02       | 20:02        | 星期六           | 20:00-22:00  | 10           |
| 星期六           | 20:12-21:12 | 10           |                  |              |              |
| 星期六           | 21:12-22:05 | 10-11        |                  |              |              |
| 星期日及公眾假期 | 06:00-08:00 | 15           | 星期日及公眾假期 | 06:13、06:29 | 06:13、06:29 |
| 星期日及公眾假期 | 08:10       | 08:10        | 星期日及公眾假期 | 06:45-08:15  | 15           |
| 星期日及公眾假期 | 08:17-21:07 | 10           | 星期日及公眾假期 | 08:15-21:25  | 10           |
| 星期日及公眾假期 | 21:07-21:40 | 11           | 星期日及公眾假期 | 21:25-22:00  | 11-12        |
| 星期日及公眾假期 | 21:40-22:05 | 12/13        |                  |              |              |

K14
| 大埔中心（大埔太和路）開 | 大埔中心（大埔太和路）開 | 大埔中心（大埔太和路）開 | 大埔中心（大埔太和路）開 | 大埔中心（大埔太和路）開 |
| 星期一至六               | 星期一至六               | 星期一至六               | 星期一至六               | 星期一至六               |
| ------------------------ | ------------------------ | ------------------------ | ------------------------ | ------------------------ |
| 07:00                    | 07:15                    | 07:32                    | 07:48                    | 08:06                    |
| 08:24                    | 08:42                    | 09:00                    | 09:12                    | 09:24                    |
| 09:42                    | 10:00                    |                          |                          |                          |

星期日及公眾假期不設服務

## 收費
| 標準車費              | 標準車費                                                  | 現金 | 八達通 |
| 成人（包括學生）      | 成人（包括學生）                                          | $4.5 | $4.5   |
| 特惠                  | 小童                                                      | $2.2 | $2.2   |
| 特惠                  | 長者（65歲或以上） 「殘疾人士身分」個人八達通（12歲以下） | $2.2 | $2.0   |
| 特惠                  | 「殘疾人士身分」個人八達通（12-64歲）                     | $4.5 | $2.0   |
| 「樂悠咭」（60-64歲） |                                                           | $4.5 | $2.0   |

| - 12歲以下小童、65歲或以上長者可享特惠車費優惠。 - 持有全月通1（上水／烏溪沙—尖東）之乘客可於星期一至六（公共假期除外）免費乘搭本綫。 - 使用「學生身份」個人八達通乘搭本綫時，須繳付成人收費。 - 65歲或以上長者使用長者或個人八達通（包括「樂悠咭」），以及12歲以下合資格殘疾兒童使用「殘疾人士身份」個人八達通繳付車資，均可享有每程$2.0或特惠車費（以較低者為準）的票價優惠；12至64歲合資格殘疾人士使用「殘疾人士身份」個人八達通，以及60至64歲香港居民使用「樂悠咭」繳付車資，均可享有每程$2.0或全費（以較低者為準）的票價優惠；65歲或以上長者如使用長者或一般個人八達通繳付車資，則只可享有相等於小童車費優惠；12至64歲殘疾人士，以及60至64歲香港居民如以現金繳付車費，則必須繳付全費。 - 所有港鐵車票（包括但不限於輕鐵車票、港鐵紀念車票、屯門—南昌全日通及搭十送一車票等；不包括指定日子使用的紀念車票），不會獲得免費轉乘優惠。 - 乘客可以現金或八達通於上車時付款，不設找續。 - 「九巴月票」不適用於本綫，乘客如使用「九巴月票」乘搭本綫，必須繳付全費。 - 每位成人乘客可免費攜帶最多兩名4歲以下而不佔座位的兒童乘客乘車，超額之4歲以下小童必須繳付小童車費乘車。 - 港鐵公司職員及家屬（不包括外判職員）可免費乘本綫，惟必須拍職員或職員家屬八達通。 - 使用八達通的乘客，於上車拍卡後一小時內轉乘港鐵重鐵網絡（機場快綫除外），或於港鐵重鐵網絡（機場快綫除外）出閘後一小時內轉乘本綫，本路綫車資可獲減免，此優惠不適用於星期日及公共假期。 |

## 行車路線
K12

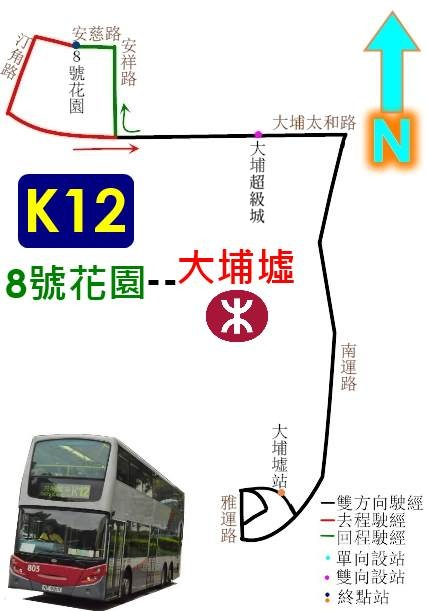
K12線的走線圖

大埔墟站開經：雅運路、南運路、大埔太和路、安翔路及安慈路。
八號花園開經：安慈路、汀角路、大埔太和路、南運路及雅運路。
K14
經：大埔太和路、南運路及雅運路。

### 沿線車站
K12/K14
| 大埔墟站開 | 大埔墟站開 | 大埔墟站開             | 八號花園(K12)/大埔超級城(K14)開 | 八號花園(K12)/大埔超級城(K14)開 | 八號花園(K12)/大埔超級城(K14)開 |
| 序號       | 車站名稱   | 位置                   | 序號                            | 車站名稱                        | 位置                            |
| ---------- | ---------- | ---------------------- | ------------------------------- | ------------------------------- | ------------------------------- |
| 1          | 大埔墟站   | 大埔墟站公共運輸交匯處 | 1                               | 八號花園                        | 安慈路                          |
| 2          | 大埔超級城 | 大埔太和路             | 2*                              | 大埔超級城                      | 大埔太和路                      |
| 3          | 八號花園   | 安慈路                 | 3*                              | 新達廣場                        | 達運路                          |
|            |            |                        | 4*                              | 大埔墟站                        | 大埔墟站公共運輸交匯處          |

K14綫停靠有 * 號之車站。

## 外部連結
港鐵
- 港鐵接駁巴士K12綫路線圖 （页面存档备份，存于）
- 港鐵接駁巴士K14綫路線圖 （页面存档备份，存于）
- 港鐵接駁巴士K12綫 （页面存档备份，存于）
- 港鐵接駁巴士K14綫 （页面存档备份，存于）

九巴
- 九龍巴士K12線
- 九龍巴士K14線 （页面存档备份，存于）

其他
- MTR Feeder Bus Route 港鐵接駁路線－K12 （页面存档备份，存于）
- MTR Feeder Bus Route 港鐵接駁路線－K14 （页面存档备份，存于）